# Caliza de Campaspero

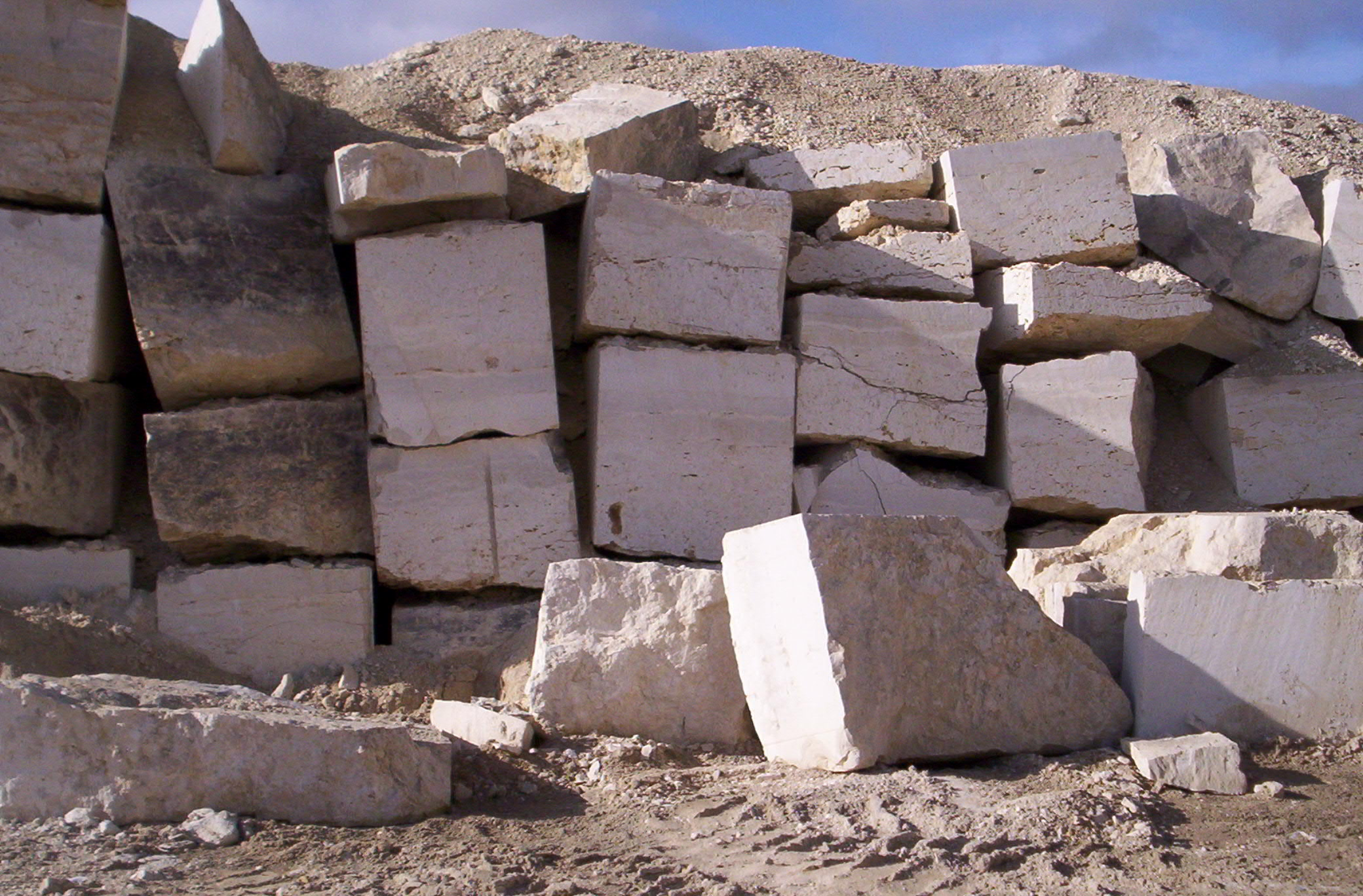
Bloques de caliza recién extraídos de las canteras de Campaspero.

La caliza de Campaspero es un tipo de piedra caliza extraída de las canteras de la localidad de Campaspero, en la provincia de Valladolid, comunidad autónoma de Castilla y León, España.
Se caracteriza por ser una caliza blanca, dismicrítica, con tonos grises, compacta y algo oquerosa de origen sedimentario, formada en el Turoliense (hace unos 9—5,3 millones de años).

## Historia

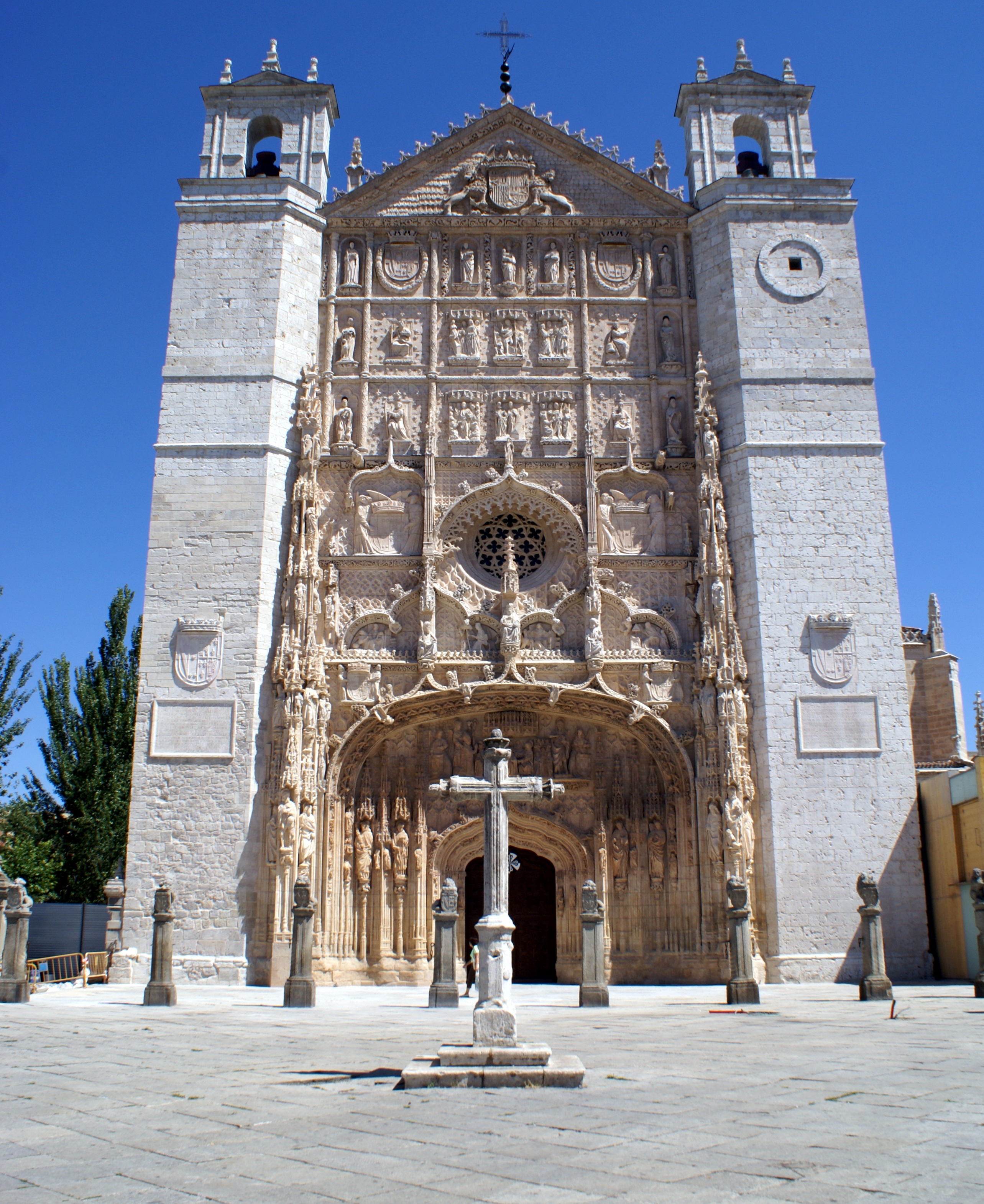
La iglesia de San Pablo de Valladolid, una de las construcciones más importantes realizadas con caliza de Campaspero.

El trabajo de la cantería es la parte más representativa del sector secundario en Campaspero. Está presente en la localidad desde su fundación y ha aportado fama internacional al pueblo por su roca caliza. 
Entre los edificios realizados con esta destacan: el castillo de Peñafiel, la catedral de Valladolid, San Pablo de Valladolid, la fachada de la Universidad de Valladolid, el castillo de Cuéllar y multitud de iglesias parroquiales, cruceros y otros edificios del entorno geográfico más cercano. Las canteras campasperanas atrajeron a canteros de otros lugares de la península, especialmente de Galicia y el País Vasco, apareciendo mencionados ya en los documentos relativos a la construcción de la nueva iglesia en el siglo XVIII.

## Características y usos
Su origen sedimentario hace que sea frecuente encontrar fósiles de gasterópodos y characeas en esta caliza. Es una roca apta para la escultura y usos de construcción, ya sea en recubrimientos o en usos ornamentales.